# Política Abierta para la Integridad Social
Política Abierta para la Integridad Social (PAIS) es un partido político argentino fundado por José Octavio Bordón en 1995.

## Historia
Surgió producto de una escisión del Partido Justicialista, crítica del gobierno de Carlos Saúl Menem, en octubre de 1994. Al año siguiente, apoyó la candidatura de Bordón a las elecciones presidenciales, en alianza con otros partidos de centroizquierda en el Frente País Solidario. 
El 9 de febrero de 1996, el PAIS se retiró del Frepaso tras disputas con los otros miembros de la coalición, en particular por el apoyo brindado por Bordón a Gustavo Béliz como candidato a jefe de gobierno de la Ciudad de Buenos Aires.
En las elecciones de 1999 apoyó la candidatura de Eduardo Duhalde, en la Concertación Justicialista para el Cambio. En las elecciones de 2011 apoyó la candidatura de Alberto Rodríguez Saá en la Alianza Compromiso Federal.

## Resultados electorales

### Elecciones presidenciales
|  | 29.30 % |

|  | 38,28 % |

|  | 21.65 % |

|  | 27.05 % |

|  | 7.96 % |

### Elecciones al congreso
| Año  | Votos                       | %                     | Diputados | Senadores | Nota |
| ---- | --------------------------- | --------------------- | --------- | --------- | --- |
| 1995 | 1.253.416                   | 7,39%                 | 0/257     | 1/72      | Frente País Solidario en CABA, Jujuy, Misiones, San Luis, Santa Cruz, Santa Fe y Santiago del Estero Frente PAIS (PAIS-Frente de Liberación 12 de Mayo) en San Juan Sin alianza en Formosa y La Pampa                                                                   |
| 1997 | 306.647                     | 1,78%                 | 0/257     |           | Frente del País (PAIS-Frente Opositor) en Provincia de Buenos Aires Alianza para el Trabajo, la Justicia y la Educación en San Luis Con Acción por la República en Córdoba Sin alianza en Ciudad de Buenos Aires, Mendoza y San Juan                                    |
| 1998 | Sin datos                   | Sin datos             |           | 0/72      | |
| 1999 | 3.413.827                   | 18,44%                | 0/257     | 0/72      | Frente Justicialista en Provincia de Buenos Aires y Mendoza Alianza para el Trabajo, la Justicia y la Educación en San Juan Frente PAIS-PDC-Acción Popular en Córdoba Frente de la Esperanza (PAIS-PL-PPS) en Santiago del Estero Sin alianza en Ciudad de Buenos Aires |
| 2001 | 255.467 (D) 365.360 (S)     | 1,79% (D) 2,51% (S)   | 0/257     | 0/72      | Frente Compromiso Social (PAIS-PA-PPC) en Provincia de Buenos Aires Frente por un Nuevo País (PAIS-ND) en Ciudad de Buenos Aires Alianza para el Trabajo, la Justicia y la Educación en San Juan                                                                        |
| 2003 | 660.038 (D) 261.277 (S)     | 4,20% (D) 5,72% (S)   | 0/257     | 0/72      | Fuerza Porteña en Ciudad de Buenos Aires Frente Justicialista en Mendoza y Misiones Alianza con Unión Cívica Radical en Córdoba |
| 2005 | 320.087 (D) 137.634 (S)     | 1,86% (D) 1,67% (S)   | 0/257     | 0/72      | Confederación Vecinal (PCyB-PAIS) en Provincia de Buenos Aires Frente para la Victoria en Mendoza Sin alianza en Ciudad de Buenos Aires, Córdoba y Santa Fe |
| 2007 | 324.820 (D) 533.037 (S)     | 1,80% (D) 12,54% (S)  | 0/257     | 0/72      | Confederación Coalición Cívica en Ciudad de Buenos Aires Con El Movimiento de las Provincias Unidas en Córdoba Frente Juventud e Integración (PAIS-Potencialista) en Mendoza Sin alianza en Entre Ríos y Santa Fe                                                       |
| 2009 | 2.045.178 (D) 695.391 (S)   | 10,59% (D) 11,61% (S) | 0/257     | 0/72      | Acuerdo Cívico y Social en Provincia de Buenos Aires y CABA Frente para la Victoria en Mendoza Unión por Córdoba Sin alianza en Santa Fe |
| 2011 | 1.281.304 (D) 484.318 (S)   | 6,23% (D)             | 0/257     | 0/72      | Alianza Compromiso Federal en Provincia de Buenos Aires y CABA Frente para la Victoria en Santa Fe |
| 2013 | 673.673 (D)                 | 2,98% (D)             | 0/257     | 0/72      | Unión con Fe (FE-AR-PAIS-NUC-MVP) en Provincia de Buenos Aires Unión por Córdoba |
| 2015 | 1.026.405 (D) 1.019.304 (S) | 4,40% (D)             | 0/257     | 0/72      | Cambiemos en Santa Fe Unión por Córdoba |
| 2017 | 1.028.385 (D) 1.069.747 (S) | 4.21% (D) 9,02% (S)   | 0/257     | 0/72      | 1País en Provincia de Buenos Aires |
| 2019 | 6.621.190 (D)               | 25,82% (D)            | 0/257     | 0/72      | Frente de Todos en Provincia de Buenos Aires, San Juan y Santa Fe Hacemos por Córdoba |